# 蔡氏古民居建筑群
24°48′57″N 118°24′33″E / 24.81583°N 118.40917°E
蔡氏古民居建筑群位于中国福建省南安市官桥镇漳里村，2001年被列为第五批全国重点文物保护单位。
蔡氏古民居建筑群由菲律宾歸國華僑蔡啟昌及其子蔡資深（1839-1911），始建于清同治四年（1865年），宣统三年（1911年）竣工。总占地面积3万余平方米，现存大小房间近四百间，大部分均坐北朝南，以穿斗式木结构建筑为主，硬山顶、燕尾脊、红墙红瓦，极富闽南民居特色。

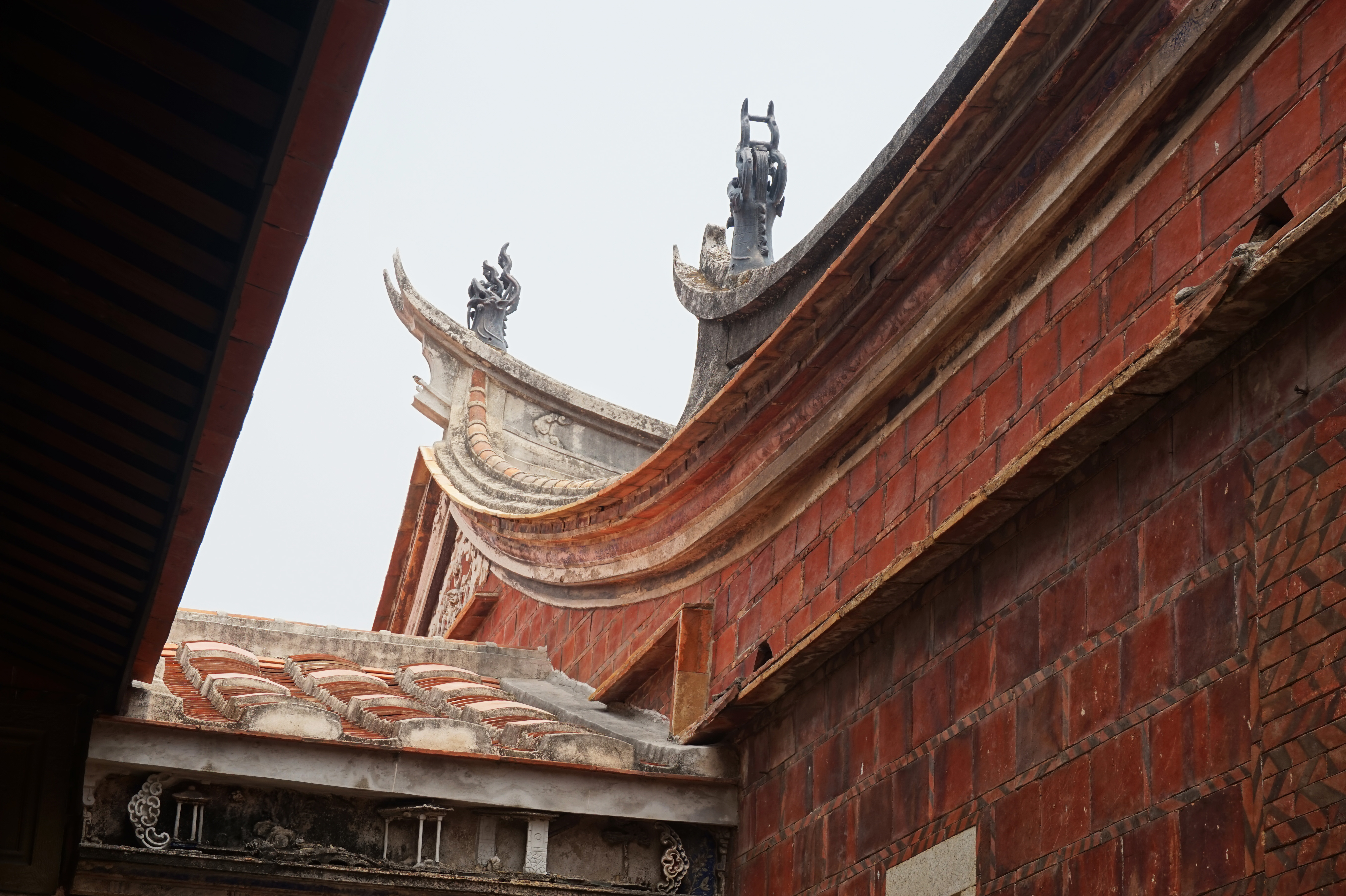

## 接驳交通
公交：K202路 蔡氏古民居建筑群站